# Episodi di Criminal Minds (ottava stagione)
L'ottava stagione della serie televisiva Criminal Minds è stata trasmessa in prima visione assoluta negli Stati Uniti d'America da CBS dal 26 settembre 2012 al 22 maggio 2013.
In Italia, la stagione va in onda in prima visione su Fox Crime dal 1º febbraio al 28 giugno 2013; in chiaro viene trasmessa da Rai 2 dal 10 settembre 2013.
| nº | Titolo originale          | Titolo italiano        | Prima TV USA      | Prima TV Italia  |
| -- | ------------------------- | ---------------------- | ----------------- | ---------------- |
| 1  | The Silencer              | Il silenziatore        | 26 settembre 2012 | 1º febbraio 2013 |
| 2  | The Pact                  | L'accordo              | 10 ottobre 2012   | 1º febbraio 2013 |
| 3  | Through the Looking Glass | Attraverso lo specchio | 17 ottobre 2012   | 8 febbraio 2013  |
| 4  | God Complex               | Il complesso di Dio    | 24 ottobre 2012   | 8 febbraio 2013  |
| 5  | The Good Earth            | La buona terra         | 31 ottobre 2012   | 15 febbraio 2013 |
| 6  | The Apprenticeship        | L'apprendista          | 7 novembre 2012   | 22 febbraio 2013 |
| 7  | The Fallen                | Dedicato a...          | 14 novembre 2012  | 1º marzo 2013    |
| 8  | The Wheels on the Bus...  | Dei del combattimento  | 21 novembre 2012  | 8 marzo 2013     |
| 9  | Magnificent Light         | Magnifica luce         | 28 novembre 2012  | 15 marzo 2013    |
| 10 | The Lesson                | La recita              | 5 dicembre 2012   | 22 marzo 2013    |
| 11 | Perennials                | Fantasmi dell'anima    | 12 dicembre 2012  | 29 marzo 2013    |
| 12 | Zugzwang                  | Zugzwang               | 16 gennaio 2013   | 5 aprile 2013    |
| 13 | Magnum Opus               | Magnum Opus            | 23 gennaio 2013   | 12 aprile 2013   |
| 14 | All That Remains          | Quel che resta...      | 6 febbraio 2013   | 19 aprile 2013   |
| 15 | Broken                    | Identità violate       | 20 febbraio 2013  | 26 aprile 2013   |
| 16 | Carbon Copy               | Omicidi fotocopia      | 27 febbraio 2013  | 3 maggio 2013    |
| 17 | The Gathering             | Terapia di gruppo      | 20 marzo 2013     | 10 maggio 2013   |
| 18 | Restoration               | Restauro               | 3 aprile 2013     | 17 maggio 2013   |
| 19 | Pay It Forward            | La pagherete in futuro | 10 aprile 2013    | 24 maggio 2013   |
| 20 | Alchemy                   | Alchimia               | 1º maggio 2013    | 31 maggio 2013   |
| 21 | Nanny Dearest             | Mia cara tata          | 8 maggio 2013     | 7 giugno 2013    |
| 22 | #6                        | Numero 6               | 15 maggio 2013    | 14 giugno 2013   |
| 23 | Brothers Hotchner         | I fratelli Hotchner    | 22 maggio 2013    | 21 giugno 2013   |
| 24 | The Replicator            | Il replicatore         | 22 maggio 2013    | 28 giugno 2013   |

## Il silenziatore
- Titolo originale: The Silencer
- Diretto da: Glenn Kershaw
- Scritto da: Erica Messer

### Trama
Quando un prigioniero texano scappa nel corso di un trasferimento, lascia dietro di sé vittime con un tratto distintivo unico, cuce le loro bocche, una firma che il BAU ricorda come tipica del Silenziatore. Mentre investigano su chi fosse questo killer e chi sia diventato, gli agenti del BAU fanno conoscenza con il nuovo membro della squadra che sostituisce Emily: Alex Blake, la quale ha dei trascorsi con la Strauss risalenti a qualche anno prima.
Non a tutti inizialmente riesce semplice adeguarsi alla "novità".
Si scopre che l'assassino è un sordo, vessato psicologicamente durante l'infanzia e l'adolescenza dalla madre, a cui è stato impiantato un dispositivo sperimentale per riacquistare l'udito e che vuole solo ritrovare la pace e il silenzio, che otterrà suicidandosi con un colpo di pistola, quando si rende conto di non avere altra scelta se non di ritornare nell'inferno del carcere.
Nel frattempo, qualcuno tiene d'occhio uno per uno i membri della squadra.

### Soggetto Ignoto
John Myers, anche chiamato "il silenziatore"

### Citazioni
- "Invecchiando presto meno attenzione a ciò che dicono gli uomini, guardo solo ciò che fanno". Andrew Carnegie. (Aaron Hotchner)
- "Un uomo si capisce dai suoi silenzi". Oliver Herford. (Aaron Hotchner)

## L'accordo
- Titolo originale: The Pact
- Diretto da: Karen Gaviola
- Scritto da: Janine Sherman Barrois

### Trama
Due donne uccidono trascinando le vittime dopo averle legate sul retro dell'automobile, come vendetta per lo stupro di Kelly, la figlia di 8 anni di Darlene, e la morte del nipotino di Ellen, la quale presenta dei tratti psicopatici veri e propri, avvenuta in un incidente d'auto, per opera di una donna che guidava in stato d'ebrezza, anch'essa poi uccisa dalle due donne. Durante il tentativo di assassinio del terzo stupratore, Jason, quest'ultimo promette di condurle nel luogo in cui si trova il corpo della bambina. Lo stupratore si rivela uno psicopatico, che, in cambio dell'informazione, chiede alle donne di commettere un omicidio ed Ellen spara a un passante in macchina. Giunti sul luogo di sepoltura della bambina, scoprono che è stata fatta a pezzi, così, in uno scatto d'ira, Darlene colpisce ripetutamente Jason con la pala, fino a ucciderlo.
Le donne vengono poi scovate da Rossi in una spiaggia del Messico, ma Darlene riesce a salire in tempo su un pullman e a far perdere le proprie tracce, mentre Ellen viene portata via dalla polizia; l'ultimo sguardo che le donne si lanciano e il fatto che Ellen non abbia allarmato gli agenti indicando la presenza della complice, che non rappresenta una minaccia per la società, lascia intendere che tra le due si fosse ormai instaurato un profondo e leale rapporto d'amicizia.
Per l'agente Rossi è arrivata l'ora di una vacanza!

### Soggetto Ignoto
Le donne Darlene Beckett e Ellen Russel

### Citazioni
- Ralph Steadman ha scritto: "Il male è concepire miserie sempre maggiori assecondando il bisogno incessante dell'uomo di esigere vendetta per il suo odio". (David Rossi)
- Paul Brown una volta ha detto: "Se vinci, non dire niente. Se perdi, di' ancora meno". (David Rossi)

## Attraverso lo specchio
- Titolo originale: Through the Looking Glass
- Diretto da: Dermott Downs
- Scritto da: Sharon Lee Watson

### Trama
Il BAU viene chiamato dopo che un'intera famiglia del Kansas viene assassinata e un'altra è stata rapita. La squadra cerca un collegamento tra i casi per scoprire l'autore degli omicidi e del rapimento. Nel frattempo la famiglia si ritrova alla mercé di un assassino che fa partecipare tutti i componenti a un gioco al massacro, costringendoli ad affrontare e confessare gli errori commessi in passato.
Beth informa Hotch di un lavoro che le è stato offerto, che prevede che lei parta e vada a vivere a New York.

### Soggetto Ignoto
Arthur Rykov

### Citazioni
- Goethe ha scritto: "Il comportamento è lo specchio in cui tutti mostrano la loro vera immagine". (Jennifer "JJ" Jareau)
- "Uno dei più grandi segreti della vita è che quello che vale veramente la pena di fare è quello che facciamo per gli altri". Lewis Carroll (Aaron Hotchner)

## Il complesso di Dio
- Titolo originale: God Complex
- Diretto da: Larry Teng
- Scritto da: Breen Frazier

### Trama
Viene ritrovato il corpo di un uomo a cui manca la gamba destra e poco dopo un altro uomo a cui è stato attaccato l'arto dell'uomo precedente. Il BAU scopre che il colpevole è un ex-agente funebre, narcisista e che soffre di una grave forma di complesso di Dio, che tenta di condurre esperimenti sulle persone, perfezionando di volta in volta la tecnica, con la speranza di amputare e riattaccare gli arti delle persone, spinto dal desiderio di aiutare sua moglie, che porta una protesi .
Intanto assistiamo alle telefonate segrete tra Reid, sgamato subito dai componenti della squadra, e una dottoressa a cui si era rivolto qualche mese prima per le sue emicranie, e per la quale prova dei sentimenti ricambiati. Tuttavia trapela la presenza di un uomo che lei teme e di cui non vuole che il BAU si occupi.

### Soggetto Ignoto
L'ex operatore di pompe funebri John Nelson

### Citazioni
- Sir Arthur Conan Doyle ha scritto: "Quando un medico volge il suo intelletto al male, è il peggiore dei criminali. Ha il sangue freddo e la conoscenza". (Dr. Spencer Reid)
- "Corpo e anima non possono essere separati per scopi terapeutici perché sono una cosa sola e indivisibile. Le menti malate devono essere curate come corpi malati". Dr. Jeff Miller (Jennifer "JJ" Jareau)

## La buona terra
- Titolo originale: The Good Earth
- Diretto da: John Terlesky
- Scritto da: Bruce Zimmerman

### Trama
In una zona rurale dell'Oregon, dopo un incidente stradale, vengono rapiti 4 uomini, apparentemente senza alcun collegamento comune fra loro. La BAU tuttavia non è convinta della casualità e cerca un collegamento per poter seguire le loro tracce. Quando il corpo dell'ultima vittima viene ritrovato galleggiante nel fiume e vengono rinvenute le vetture degli altri tre rapiti, i pezzi del puzzle iniziano a coincidere. Con il dipanarsi della trama si viene ad apprendere che il soggetto ignoto è una donna delirante che vive in una fattoria sperduta che cerca di curare se stessa e sua figlia da malattie immaginarie ricorrendo ai corpi delle vittime come fertilizzante umano. JJ è un po' triste quando scopre che suo figlio Henry non è intenzionato a celebrare la festività di Halloween, ma riesce poi a convincerlo facendolo vestire come il suo profiler preferito, il dottor Reid.

### Soggetto Ignoto
L'ipocondriaca Emma Kerrigan

### Citazioni
- "Divenni pazzo con lunghi intervalli di orribile sanità mentale". Edgar Allan Poe (Dott. Spencer Reid)
- Alfred Austin ha detto: "Fammi vedere il tuo giardino e io potrò dirti chi sei". (Alex Blake)

## L'apprendista
- Titolo originale: The Apprenticeship
- Diretto da: Rob Bailey
- Scritto da: Virgil Williams

### Trama
Morgan fa di tutto per aiutare l'amico Reid a migliorare le proprie capacità sportive, allenandolo e motivandolo.
In seguito, il BAU deve affrontare una serie di omicidi di prostitute, avvenuti a Miami, Florida. Le donne vengono scoperte assassinate con delle modalità (un sacchetto sulla testa) che richiamano quelle con cui sono stati ritrovati uccisi alcuni cani. La squadra spera di riuscire a trovare il soggetto ignoto prima che perda completamente il controllo e le indagini portano gli uomini dell'FBI a ritenere che l'assassino potrebbe essere l'allievo di un altro serial killer.
I membri della squadra, che si trovano ad assistere alla partita di baseball nella quale partecipano Morgan e Reid, vengono fotografati in lontananza da un uomo.

### Soggetto Ignoto
La coppia formata dall'ex galeotto David Roy Turner con il minorenne Toby Whitewood

### Citazioni
- "Un solo giorno con un bravo insegnante è meglio di mille giorni di studio diligente". Proverbio giapponese (Derek Morgan)
- "Il regalo più grande che puoi fare a un altro non è condividere le tue ricchezze ma fargli scoprire le sue". Benjamin Disraeli (Dr. Spencer Reid)

## Dedicato a...
- Titolo originale: The Fallen
- Diretto da: Doug Aarniokoski
- Scritto da: Rick Dunkle e Danny Ramm

### Trama
Il BAU sta affrontando una serie di omicidi di senza tetto, che vengono prima immersi in candeggina e dopo carbonizzati.
L'agente Rossi non sa per chi scrivere la sezione dedica del suo ultimo libro fin quando durante le indagini non incontra l'ormai anziano sergente dei marines di cui lui stesso faceva parte da giovane.

### Soggetto Ignoto
L'ex vigile del fuoco Chad Mills

### Citazioni
- "Non troverai mai te stesso finché non affronterai la realtà". Pearl Bailey (David Rossi)
- "Non mi preoccupa che siate caduti, mi preoccupa che vi rialzate". Abraham Lincoln (David Rossi)

## Dei del combattimento
- Titolo originale: The Wheels on the Bus...
- Diretto da: Rob Hardy
- Scritto da: Kimberly Ann Harrison

### Trama
La squadra del BAU viene coinvolta nelle ricerche di uno scuolabus, pieno di ragazzi, scomparso durante una gita in campagna, fuori dall'area di Washington. Un'indagine sul conducente dell'autobus sembra rivelarsi promettente, ma tutto torna al punto di partenza quando il suo corpo viene ritrovato ai lati di una strada. Dopo aver recuperato il bus e molti dei ragazzi in un fienile abbandonato, la squadra scopre l'agghiacciante verità: i rapitori che stanno inseguendo sono due giovani giocatori appassionati di videogame, che stanno cercando di ricreare il loro gioco preferito nella vita reale con conseguenze letali. I due rapitori sono fratelli, ma avendo genitori separati vivono in stati diversi e il loro legame si basa unicamente su quel videogioco. Una volta rapiti i ragazzi, ne selezionano 10 e gli altri li lasciano nei pressi del bus. Dopodiché, mettono a ognuno dei collari e un trasmettitore nell'orecchio per poter parlare con loro e assegnano a ognuno un numero. Il loro piano è quello di estrarne due, farli lottare e uccidere tra di loro.
I ragazzi vengono portati in salvo, tutti tranne due uccisi durante la "sfida". Anche uno dei due fratelli viene ucciso dagli agenti, mentre l'altro viene portato via dalla polizia esultando per la propria vittoria.
Nel frattempo Garcia e Kevin tentano di riparare le zolle del proprio rapporto, senza però miglioramenti evidenti. Rossi per far distrarre l'amica, la invita a passare la serata a casa sua.

### Soggetto Ignoto
I fratelli Matt e Josh Moore

### Citazioni
- Lo scrittore francese Jean Giraudoux ha scritto: "Non ho paura della morte, è la posta che stabiliamo per giocare al gioco della vita". (Aaron Hotchner)
- Frederick Douglass ha detto: "È più facile costruire bambini forti che riparare uomini distrutti". (Derek Morgan)

## Magnifica luce
- Titolo originale: Magnificent Light
- Diretto da: John Kretchmer
- Scritto da: Sharon Lee Watson

### Trama
Il BAU affronta un soggetto ignoto erotomane e affetto da un caso bizzarro di sinestesia: egli vede nel vero senso della parola le parole che vengono pronunciate dagli interlocutori, e queste assumono un colore diverso a seconda - egli crede - che siano veritiere o meno. È infine convinto che le parole rosse dimostrino la malvagità di chi le ha pronunciate. Credendo di avere la missione di individuare, con la sua dote, e sopprimere i malvagi, arruola a forza un compagno, lo scrittore e "speaker motivazionale" Barry Flynn, celebre diffusore di tecniche di empowerment e di realizzazione individuale, grazie alle quali l'SI ritiene di avere maturato la propria determinazione.
Garcia convince Morgan a partecipare a un congresso dell'ambasciata britannica, al quale era stato invitato, per onorare il deceduto padre e un suo assistente e amico.

### Soggetto Ignoto
L'ex operatore di call center Carl Finster

### Citazioni
- "Una grande quantità di talento è persa per il mondo per la mancanza di un po' di coraggio". Sydney Smith (Alex Blake)
- "Il mistero dell'esistenza umana non consiste nel rimanere vivi ma nel trovare una ragione per vivere". Fyodor Dostoyevsky (Derek Morgan)

## La recita
- Titolo originale: The Lesson
- Diretto da: Matthew Gray Gubler
- Scritto da: Janine Sherman Barrois

### Trama
La squadra deve indagare su una serie di cadaveri maschili che sono stati rinvenuti stranamente sistemati, con i capelli tinti di nero, le unghie dipinte di rosso, e imbottiti con della carta velina in una scatola. Mentre la ricerca dell'assassino diviene sempre più intensa, i rapimenti si moltiplicano e i cadaveri iniziano a essere rinvenuti con le membra slogate e strane stimmate su mani e piedi. L'unica donna rapita risulta ancora dispersa e di lei non è stato rinvenuto il corpo. Il team spera di ritrovarla viva, anche se gli agenti sospettano che sia in qualche modo coinvolta in un rituale che il soggetto ignoto tenta di mettere in atto senza riuscire a completarlo. Con il trascorrere del tempo l'FBI si rende conto che l'assassino sta trasformando le sue vittime in marionette viventi al fine di ricreare e drammatizzare un evento traumatico della sua infanzia. Nel frattempo, Reid si trova di fronte alla possibilità di incontrare Maeve per la prima volta e la sua ansia cresce, fortunatamente viene incoraggiato da Blake.
Purtroppo l'appuntamento organizzato dai due non va proprio come sperato, infatti Reid non permette a Maeve di varcare la soglia del ristorante in quanto crede che possa essere presente lo stalker della ragazza.

### Soggetto Ignoto
Il burattinaio Adam Rain

### Citazioni
- William Shakespeare ha scritto: "L'amore non vede con gli occhi ma con la mente". (Dott. Spencer Reid)
- "L'amore è il nostro vero destino. Non troviamo il significato della vita da soli, lo troviamo assieme a qualcun altro". Thomas Merton (Dott. Spencer Reid)

## Fantasmi dell'anima
- Titolo originale: Perennials
- Diretto da: Michael Lange
- Scritto da: Bruce Zimmerman

### Trama
Il BAU è chiamato ad affrontare un soggetto ignoto in rapido movimento che uccide le sue vittime con uno scalpello e lascia sulla scena del crimine delle larve. L'assassino costringe anche le persone che uccide a mordere un bastone di legno poco prima di freddarle, un comportamento che equivale alla firma di un folle killer di trenta anni prima. La squadra scopre presto che il soggetto ignoto crede di essere la reincarnazione del vecchio assassino così come ritiene che i suoi obiettivi siano la reincarnazione delle vittime del vecchio assassino. Dopo aver risolto il caso per la squadra non è finita in quanto vi è l'evidenza che un altro soggetto ignoto, soprannominato il Replicatore, sta monitorando le mosse del BAU e ne replica i crimini già risolti in passato.

### Soggetto Ignoto
Willie Kestler

### Citazioni
- "Non ho ancora conosciuto un omicida che non avesse paura dei fantasmi". John Philpot Curran (Dott. Spencer Reid)
- "La teoria dell'immortalità dell'anima contiene più minacce che consolazioni". Mason Cooley (David Rossi)

## Zugzwang
- Titolo originale: Zugzwang
- Diretto da: Jesse Warn
- Scritto da: Breen Frazier

### Trama
Reid riceve una telefonata da uno sconosciuto la cui voce è stata camuffata grazie a un sintetizzatore vocale computerizzato. L'unica parola pronunciata al telefono corrisponde alla parola "Zugzwang", un termine di scacchi tedesco che viene utilizzato quando un giocatore si rende conto di ricevere lo scacco matto ma deve comunque decidere se continuare o meno a giocare il resto della partita. Il profiler si rende conto che qualcosa di terribile è successo a Maeve. Chiede allora aiuto al resto della squadra tentando di salvare la donna dal suo molestatore prima che sia troppo tardi.
Si scopre che lo stalker di Meave è in realtà una stalker. L'episodio si conclude in modo tragico con il suicidio della ragazza che include l'omicidio di Maeve, proprio davanti agli occhi di Reid.

### Soggetto Ignoto
La dottoranda Diane Turner

### Citazioni
- "Essere amati profondamente da qualcuno ti dà forza, mentre amare profondamente qualcuno ti dà coraggio". Lao Tzu. (Dott. Spencer Reid)

## Magnum Opus
- Titolo originale: Magnum Opus
- Diretto da: Glenn Kershaw
- Scritto da: Jason Bernero

### Trama
Reid tenta faticosamente di superare la perdita di Maeve, mentre il resto della squadra è chiamato a recarsi a San Francisco, California per indagare su una serie di corpi scoperti nel Mission District. L'assassino ha la particolarità di dissanguare tutte le vittime prima di infliggere loro la morte. I corpi vengono infatti ritrovati quasi completamente privi di sangue. Successivamente viene anche rinvenuta una vittima con le palpebre rimosse. Grazie all'aiuto di Reid, che lentamente torna a fornire il proprio apporto al team, la squadra giunge alla conclusione che il soggetto ignoto sia un folle artista con la fissazione di riuscire a produrre un capolavoro utilizzando il sangue delle sue vittime.
A fine episodio JJ, Penelope e Derek si precipitano a casa di Reid per aiutarlo a dare un'ordinata all'appartamento e offrirgli supporto.

### Soggetto Ignoto
L'artista ed emofilo Bryan Hughes.

### Citazioni
"A volte la cosa più difficile non è dimenticare, ma imparare a ricominciare da capo." Nicole Sobon (Spencer Reid)

## Quel che resta...
- Titolo originale: All That Remains
- Diretto da: Thomas Gibson
- Scritto da: Erica Messer

### Trama
La squadra indaga sullo strano caso di Bruce Morrison, uno scrittore la cui moglie è misteriosamente scomparsa un anno prima. Il giorno del primo anniversario della sua scomparsa, Bruce scopre che anche entrambe le sue figlie sono sparite. Bruce diviene immediatamente un sospettato e il BAU coinvolto dalla polizia locale che lo ritiene colpevole, è chiamato a investigare su di lui. L'uomo, con problemi di alcool dal giorno della scomparsa della moglie, non conserva alcun ricordo delle ultime 36 ore. Mentre gran parte degli indizi sembrano puntare contro Bruce, tuttavia, il comportamento dell'uomo non è affatto quello di un colpevole, sebbene presenti una doppia personalità. Il tempo stringe e la squadra deve sforzarsi di comprendere chi ci sia davvero dietro la scomparsa delle ragazze prima che sia troppo tardi.

### Soggetto Ignoto
La studentessa, nonché figlia primogenita di Bruce, Sara Morrison.

### Citazioni
- "L'amore non muore mai di morte naturale, muore di cecità, errori e tradimenti, muore di stanchezza, di deperimento, di appannamento." Anaïs Nin (Aaron Hotchner)
- Alan Lightman ha detto "La tragedia di questo mondo è che nessuno è felice, sia che attraversi un periodo di sofferenza che di gioia." (Aaron Hotchner)

## Identità violate
- Titolo originale: Broken
- Diretto da: Larry Teng
- Scritto da: Rick Dunkle

### Trama
Il BAU vola ad Austin, Texas, al fine di indagare sull'omicidio di un uomo e due donne.
In tutti e tre i casi sulla scena del crimine è stato rinvenuto un orologio al polso delle vittime impostato alle ore 18:22. Nel tentativo di rintracciare il soggetto ignoto prima che sia troppo tardi, Reid ha un'intuizione e riesce a collegare questo strano indizio a un versetto della Bibbia che si riferisce al male dell'omosessualità. Le ulteriori indagini della squadra portano a scoprire che il soggetto ignoto sia stato probabilmente vittima di un “campo di conversione” gestito da fanatici, e incoraggiato dai genitori stessi, che lo hanno riprogrammato nel tentativo di "curarlo" dalle sue tendenze sessuali. Si scopre così che il soggetto ignoto, animato dall'ansia di purificare se stesso, stia uccidendo i suoi amanti gay in preda a sensi di colpa che fanno seguito ai rapporti sessuali con il partner. Le donne uccise sono invece vittime del suo tentativo, fallito, di riuscire a eccitarsi facendo sesso con loro. Il serial killer viene scoperto dal suo vecchio amico che era stato il suo amante quando erano entrambi ragazzi e che negli anni non ha mai smesso di amarlo. I 2 parlandosi ricordano il loro passato e quanto si amassero fino a quando il padre del serial killer scoprì la loro relazione ed essendo omofobo mandò il figlio e il suo compagno in quel campo di conversione dove entrambi subirono abusi fisici e psicologici venendo violentati da una prostituta usata dal campo come metodo estremo per renderli eterosessuali. L'amico del killer riesce parzialmente a farlo tornare in sé facendogli riconoscere che le sue vittime non avevano colpe e che gli unici che devono pagare sono quelli del campo e suo padre. Il serial killer decide a quel punto di chiudere i conti con il padre e mettere fine alla sua follia e trascinato l'amico con sé giunge a casa del padre e lo affronta e gli rinfaccia le sue colpe per ciò che gli ha fatto. L'uomo che non si è mai pentito afferma che voleva solo salvarlo dalla sua omosessualità ma il figlio gli dice che ora a causa sua è rimasto traumatizzato e danneggiato psicologicamente e che è giunto il momento che paghi per il male che gli ha fatto. Gettato il padre sul letto il serial killer dice al suo amico di stuprare il loro aguzzino per punirlo in quanto erano stati entrambi violentati a causa del padre ma il ragazzo rifiuta poiché pur odiando quell'uomo non vuole fargliela pagare in quel modo bensì vederlo in prigione. Il padre del serial killer approfittando della situazione tenta di sottrarre la pistola al figlio e nella lotta che ne consegue il serial killer finisce per sparare al suo amico che rimane ferito mortalmente. Il serial killer scioccato dall'accaduto uccide il padre e soccorre l'amico pregandolo di non morire. In quel momento David Rossi e la sua squadra fanno irruzione e scoprono l'accaduto e quando il serial killer è sul punto di uccidersi vedendosi come un mostro David riesce a calmarlo e lo convince a non uccidersi in quanto hanno saputo cosa hanno fatto a lui e al suo amico e che se lo ha davvero amato di fare la cosa giusta aiutandoli a chiudere il campo di conversione una volta per tutte e fare arrestare i responsabili che da anni continuano ad abusare dei ragazzi del campo. Il serial killer decide per amore del ragazzo che amava di aiutarli e grazie al suo aiuto il campo di conversione viene chiuso e l'intero personale arrestato.
A fine episodio il "replicatore", questa volta, segue sul computer una lezione registrata all'università, tenuta poco prima di partire a indagare sul caso, da Blake.

### Soggetto Ignoto
Paul Westin (interpretato da Patrick John Flueger)

### Citazioni
- " Il mondo spezza tutti, e poi molti sono forti proprio nei punti spezzati." Ernest Hemingway (Alex Blake)

## Omicidi fotocopia
- Titolo originale: Carbon Copy
- Diretto da: Rob Hardy
- Scritto da: Virgil Williams

### Trama
JJ riceve dei fiori con un bigliettino con su scritto "zugzwang", perciò anche Reid comincia a pensare che la telefonata ricevuta alla cabina telefonica prima dell'uccisione di Maeve, non avesse in realtà nulla a che fare con Diane. La squadra sospetta sia opera del replicatore.
Il Bau si trova a Philadelphia, alle prese con una serie di cadaveri dissanguati; una vittima viene ritrovata con una fotografia di Hotchner adagiata sopra. Per questo motivo la squadra ritiene di poter aver a che fare proprio con il Replicatore. Garcia scopre che tutte le vittime fossero infermieri e infermiere. Rossi ricorda ai compagni un caso di quindici anni prima, che aveva portato a rintracciare e arrestare un killer di infermiere nei pressi di Pittsburgh. Durante lo svolgimento delle indagini la squadra aveva arrestato un altro uomo che si era poi rivelato essere innocente. La vita di costui era precipitata nel caos a seguito di questi eventi e Rossi sospetta che l'uomo potrebbe aver scelto di vendicarsi assumendo il ruolo del replicatore.
Si scopre infine che l'uomo fosse carnefice dell'uccisione delle ultime vittime, ma che sia stato manipolato dal replicatore stesso, che ha sfruttato la sua vulnerabilità in seguito al divorzio con la moglie e all'allontanamento delle due figlie, per depistare gli agenti. Quest'ultimo si trova ancora a piede libero da qualche parte.
La squadra scova la "camera oscura" del reale colpevole, all'interno della quale sono presenti enormi cartelloni con sopra appese le fotografie degli agenti.

### Soggetto Ignoto
Donnie Bidwell, una pedina del replicatore

### Citazioni
- "L'imitazione è la forma più sincera di adulazione". Charles Caleb Colton (David Rossi)

## Terapia di gruppo
- Titolo originale: The Gathering
- Diretto da: Michael Lange
- Scritto da: Kimberly Ann Harrison

### Trama
La squadra del BAU indaga ancora sul replicatore senza successo, la Strauss li convince però a lasciar perdere e a occuparsi di altri casi nel frattempo. Il primo di cui si occupano riguarda un serial killer che infligge la morte ad alcune donne pugnalandole ed asportando loro la lingua.
Il colpevole è un uomo che realizza gli omicidi seguendo nei minimi particolari racconti di altre persone che fanno parte di un gruppo di scrittura, di cui lui stesso è organizzatore. Quando lo scrittore originale viene a sapere che le sue storie siano state utilizzate per commettere gli assassini, uccide il carnefice e cerca di realizzare la sua ultima fantasia. La squadra riuscirà a salvare la ragazza interessata appena in tempo, ma l'uomo si suiciderà.
Garcia e Kevin mettono definitivamente in chiaro le cose tra loro, senza però interferire con la splendida amicizia che li lega e il rispetto che entrambi portano per l'altro; in ogni caso, ognuno per la propria strada.
Hotch nota in Reid innati tentativi di placare il proprio senso di colpa per la morte di Maeve, che si esplicitano in confronti, scelte e mosse attuate dall'agente.

### Soggetto Ignoto
Mark Jackson e lo psicopatico Peter Harper

### Citazioni
- Barbara Grizzuti Harrison ha detto "Tutte le azioni compiute nel mondo cominciano con l'immaginazione." ( Dr. Spencer Reid )
- Oscar Wilde ha detto "Posso resistere a tutto, tranne che alle tentazioni." ( Dr. Spencer Reid)

## Restauro
- Titolo originale: Restoration
- Diretto da: Felix Alcala
- Scritto da: Jim Clemente e Janine Sherman Barrois

### Trama
Un misterioso omicida uccide in modo violento tre uomini e lascia un messaggio sulle pareti: "Alza gli occhi al cielo", frase che era solito usare Carl con le sue vittime. Morgan, violentato da ragazzo da Carl Buford, allenatore del centro giovanile, va a trovare l'aguzzino in prigione per farsi fare un elenco di ragazzi del centro giovanile che ha molestato. Trovato un uomo che potrebbe aver commesso gli omicidi, lo interrogano per scoprire che le vittime non erano solo del centro ma anche del vecchio quartiere di Buford. Il colpevole è la nemesi di Morgan, un ragazzo con il quale ha fatto a botte molte volte durante gli anni dell'adolescenza. Il motivo per il quale ha cominciato a uccidere è che il figlio è stato molestato dal proprio allenatore di nuoto (prima vittima). Derek lo convince a farsi arrestare e aiutare, salvandogli la vita. In una dichiarazione pubblica alla stampa, ammette di essere stato molestato da giovane e che questo gli ha fatto scegliere di entrare nell'FBI per poter aiutare i ragazzi come lui. Carl Buford viene ucciso in prigione dopo le dichiarazioni di Morgan.

### Soggetto Ignoto
Rodney Harris, una delle vittime di Beaufort

### Citazioni
- "Sono morto. Solo la vendetta può resuscitarmi." Terry Goodkind (David Rossi)
- "L'oscurità ripristina quello che la luce non può riparare." Joseph Brodsky (Derek Morgan)

## La pagherete in futuro
- Titolo originale: Pay It Forward
- Diretto da: John Terlesky
- Scritto da: Bruce Zimmerman

### Trama
Nel 1988 vengono inseriti 20 sacchetti in una capsula del tempo, quando 25 anni dopo viene riaperta vi si ritrova la testa mozzata di un uomo. Sempre nel 2013 vengono effettuate altre decapitazioni tra cui lo sceriffo locale e la direttrice di un giornale. Si scopre che l'SI ha in mente di punire vite esemplari che in realtà hanno nascosto un tentativo di stupro, con il diramarsi della trama si scoprirà, mai avvenuto realmente.

### Soggetto Ignoto
Il falegname Tory Chapman

### Citazioni
- "Un ricordo è quello che rimane quando succede qualcosa e non si cancella completamente." Edward de Bono (David Rossi)
- "Non ci sono presente e futuro. Solo il passato che avviene, una volta dopo l'altra, adesso." Eugene O'Neil (Aaron Hotchner)

## Alchimia
- Titolo originale: Alchemy
- Diretto da: Matthew Gray Gubler
- Scritto da: Sharon Lee Watson

### Trama
La squadra di analisi comportamentale indaga su alcuni omicidi-rituali. Due corpi maschili vengono ritrovati smembrati nelle foreste di Rapid City. La colpevole delle uccisioni è una donna che possiede un hotel insieme al marito violento e complice della moglie, dove attira le vittime, sedandole e infierendo sessualmente per cercare di dare alla luce un nuovo bambino.
La coppia aveva perso il figlio durante una gita al lago; i due avevano avuto un batti becco e distraendosi non si sono accorti che il piccolo stesse annegando. La donna incolpa il marito per quanto accaduto e probabilmente sfoga questo sentimento su uomini che glielo ricordano; i membri del team credono che in realtà il reale colpevole sia il marito, che da sempre ha tenuto nascosti i propri istinti omicidi e stia sfruttando la vulnerabilità della donna a lui vicina.
Nel frattempo Rossi cerca di supportare e confortare Reid nella perdita di Maeve, consigliandogli di lasciarsi andare e darsi tempo; durante il viaggio di ritorno a Quantico, l'agente si appisola e sogna di ballare con la donna perduta.

### Soggetto Ignoto
Tess Mynock e suo marito Raoul Whalen

### Citazioni
- "I sogni sono veri finché durano. E non viviamo forse nei sogni?" Alfred Tennyson (David Rossi)
- John Ronald Tolkien ha scritto: "Non dico di non piangere, perché non tutte le lacrime sono un male." (Dr. Spencer Reid)

## Mia cara tata
- Titolo originale: Nanny Dearest
- Diretto da: Douglas Aarniokoski
- Scritto da: Virgil Williams

### Trama
La squadra di Hotch si reca a Los Angeles in cerca di un soggetto ignoto che ogni anno rapisce un bambino e la tata che lo accudisce. Mentre i bambini vengono sempre liberati e ritrovati vivi nel giro di 24 ore, le bambinaie vengono di solito brutalmente uccise e i loro corpi abbandonati visibilmente in parchi della zona, sempre nella stessa data ogni anno, il 13 maggio; data nella quale la sorellina dell'SI era morta mentre era una tata a "occuparsi" di loro. Una sola tata è riuscita a sfuggire dalle grinfie del soggetto ignoto, pertanto JJ e Morgan si recano a Seattle nella speranza di poter raccogliere alcuni indizi utili alle indagini. Il resto della squadra rimane invece a Los Angeles sulle tracce dell'assassino. Quando però l'ultima bambina rapita non viene ritrovata nell'arco delle solite 24 ore, il BAU è costretto a domandarsi il motivo per il quale il soggetto ignoto abbia cambiato modalità di azione e che cosa possa significare questa variazione nei confronti delle sue ultime vittime.
A indagine conclusa, JJ non vede l'ora di ritornare a casa per correre ad abbracciare il suo bambino, che lei e Will affidano spesso a una tata.

### Soggetto Ignoto
Jonathan Ray Covey

### Citazioni
- "I bambini vengono educati da quello che gli adulti sono. Non da ciò che dicono." Carl Jung (Aaron Hotchner)
- "Da sola. Tutto da sola. Ma nessuno può farcela da solo." Maya Angelou (Jennifer Jareau)

## Numero 6
- Titolo originale: #6
- Diretto da: Karen Gaviola
- Scritto da: Erica Messer

### Trama
Nella città di Detroit vengono ritrovati i corpi di diverse coppie sposate, uccise da numerose coltellate. La squadra parte così per la contea di Wayne, nel Michigan, alla ricerca del killer. L'autopsia sulle vittime rivela che le coppie siano state costrette a pugnalarsi vicendevolmente a morte.
Il BAU teorizza così che il soggetto ignoto sia motivato da una profonda rabbia, verosimilmente innescata dal suo stesso matrimonio fallito. Improvvisamente, però, il killer inizia a rapire unicamente delle donne e la squadra deve capire per quale motivo ci sia stato questo importante cambiamento nel modo di operare, ma soprattutto se sia rimasto ancora tempo a sufficienza per salvare l'ultima vittima. La squadra arriva al colpevole, quando si rende conto che una delle presunte vittime maschili sia in realtà l'uomo che stanno cercando. Così scoprono anche che il soggetto ignoto tragga soddisfazione nel procurarsi delle ferite, per venire poi accudito dalle donne che rapisce, allestendo una vera e propria scenata che faccia credere loro di potersi fidare e confidare con lui.
Nel frattempo, il marito di Alex Blake ritorna da oltreoceano prima del previsto, per fare una sorpresa alla moglie e in seguito le chiede di seguirlo ad Harvard dove ha ottenuto un lavoro di insegnamento a tempo pieno; l'agente dovrà prendere un'importante decisione.

### Soggetto Ignoto
Phillip Connor

### Citazioni
- "Quest'anno non siamo la stessa persona dell'anno scorso. E non lo sono le persone che amiamo. È una fortuna se, cambiando, continuiamo ad amare una persona cambiata." William Somerset Maugham (Alex Blake)

## I fratelli Hotchner
- Titolo originale: Brothers Hotchner
- Diretto da: Rob Bailey
- Scritto da: Rick Dunkle

### Trama
Hotch si trova con Jack a New York da Beth, e dopo aver ricevuto una telefonata, si ricongiunge con il giovane fratello Sean, caratterialmente molto diverso, che lavora in un bar dove una giovane donna viene rinvenuta morta apparentemente per overdose. Poiché anche la ex-fidanzata di Sean è morta di recente in modo simile, l'uomo ritiene che vi sia qualcosa di poco chiaro e chiama in aiuto suo fratello Hotch e il team.
La morte in circostanze simili di un gruppo di consumatori di ecstasy in una discoteca vicina, porta la squadra BAU a sospettare che qualcuno abbia volontariamente immesso sul mercato una variante letale della droga, che porta a un surriscaldamento interno che causa l'ebollizione del sangue con conseguente emorragia. A Hotch resta il dubbio che suo fratello Sean in realtà sappia molto di più di tutta la faccenda.
L'agente verrà a scoprire che il fratello fosse entrato nel tunnel della droga, e con una spedizione sotto copertura di quest'ultimo, la squadra individuerà i complici e il reale carnefice, un uomo, la quale figlia era morta per overdose in uno dei due locali dove alcuni conoscenti di Sean operavano.
I fratelli Hotchner si riconcilieranno, ma l'episodio si conclude in maniera terribile; il replicatore, infatti, riesce ad accedere al sistema operativo informatico di Garcia e a condividere sugli schermi fotografie da poco scattate agli agenti, con la solita parola "zugzwang".
Alla fine, il replicatore si reca all'interno della camera d'hotel della direttrice Strauss, le versa qualcosa nel bicchiere dell'acqua e finalmente se ne riesce a vedere il volto.

### Soggetto Ignoto
Larry Feretich

### Citazioni
- "Raramente i membri di una famiglia crescono sotto lo stesso tetto." Richard Bach (Aaron Hotchner)
- "Crudele è il conflitto tra fratelli." Aristotele (Aaron Hotchner)

## Il replicatore
- Titolo originale: The Replicator
- Diretto da: Glenn Kershaw
- Scritto da: Erica Messer

### Trama
La squadra scopre che il replicatore si trova a New York insieme a loro e sospetta che quest'ultimo probabilmente operi all'interno del dipartimento stesso del Bureau. Hotch ordina di far mettere sotto protezione Beth e il figlio e raggiunge la Strauss, la quale si trova in uno stato molto confusionale e morirà poco dopo; il replicatore l'aveva costretta a ubriacarsi e l'aveva drogata. Soprattutto Rossi è molto scosso dall'accaduto, e in questo episodio si dichiara che i due avessero avuto una relazione l'anno prima. L'agente troverà in seguito una lettera da parte del replicatore nel suo ufficio ed entrerà a contatto con l'antrace; poco dopo comincerà a dare segni di squilibrio e verrà trasportato in ospedale. Il sistema operativo informatico di Garcia, che intuisce che il replicatore sia stato a casa sua, continua a essere tenuto sotto controllo dall'uomo. I comandi degli elicotteri sui quali si trovano i membri della squadra vengono compromessi, e gli agenti rischiano di schiantarsi al suolo. Fortunatamente rimangono illesi, ma si accorgono ben presto dell'assenza di Blake, la quale è stata rapita dal replicatore; si pensa infatti, per un attimo, che il reale bersaglio fosse proprio lei. Viene poco dopo trovata, ma JJ si accorge della presenza di un esplosivo piazzato all'interno della casa dove si trovavano. Fuggendo, questa volta, Reid s'accorge dell'assenza di Rossi, dimesso dal pronto soccorso qualche ora prima; quest'ultimo si trova infatti con il replicatore ancora all'interno dell'abitazione. Il replicatore è certo di tenere tra le grinfie David, ma quest'ultimo imbrogliandolo riuscirà ad andar via appena in tempo prima dell'esplosione pronunciando come ultima parola "zugzwang"; mentre quell'altro rimarrà ucciso.
Si conclude così il caso del replicatore, che si scopre poi stesse osservando da molto più tempo di quanto credessero, i componenti della squadra. Era infatti a conoscenza della vicenda di Hotch e del mietitore, Foyet.
A fine episodio il team si reca al cimitero dove è stata sepolta Erin e infine la ricordano, come ricordano l'anno difficile, ma cosparso d'amore che è stato, davanti a un brindisi tutti insieme.
- Guest star: Mark Hamill (John Curtis)

### Soggetto Ignoto
John Curtis, detto il replicatore.

### Citazioni
- "La sofferenza arriva non per renderci tristi, ma misurati; non per renderci amareggiati, ma saggi." Herbert George Wells (David Rossi)
- Richard Bach ha scritto: "Il legame che unisce la tua vera famiglia non è quello del sangue, ma quello del rispetto e della gioia per le reciproche vite." (Aaron Hotchner)